# Arâches-la-Frasse
Arâches-la-Frasse és un municipi francès situat al departament de l'Alta Savoia i a la regió d'Alvèrnia-Roine-Alps. L'any 2007 tenia 1.801 habitants.

## Demografia

### Població
El 2007 la població de fet d'Arâches-la-Frasse era de 1.801 persones. Hi havia 758 famílies de les quals 252 eren unipersonals (136 homes vivint sols i 116 dones vivint soles), 187 parelles sense fills, 251 parelles amb fills i 68 famílies monoparentals amb fills.
La població ha evolucionat segons el següent gràfic:
Habitants censats

### Habitatges
El 2007 hi havia 5.804 habitatges, 773 eren l'habitatge principal de la família, 4.752 eren segones residències i 280 estaven desocupats. 1.071 eren cases i 4.717 eren apartaments. Dels 773 habitatges principals, 437 estaven ocupats pels seus propietaris, 278 estaven llogats i ocupats pels llogaters i 58 estaven cedits a títol gratuït; 86 tenien una cambra, 132 en tenien dues, 175 en tenien tres, 159 en tenien quatre i 222 en tenien cinc o més. 533 habitatges disposaven pel capbaix d'una plaça de pàrquing. A 405 habitatges hi havia un automòbil i a 308 n'hi havia dos o més.

### Piràmide de població
La piràmide de població per edats i sexe el 2009 era:
| Homes | Edats   | Dones |
| ----- | ------- | ----- |
| 0     | 95 o +  | 0     |
| 0     | 90 a 94 | 0     |
| 4     | 85 a 89 | 4     |
| 0     | 80 a 84 | 4     |
| 20    | 75 a 79 | 12    |
| 8     | 70 a 74 | 20    |
| 16    | 65 a 69 | 44    |
| 52    | 60 a 64 | 16    |
| 32    | 55 a 59 | 56    |
| 72    | 50 a 54 | 40    |
| 84    | 45 a 49 | 64    |
| 112   | 40 a 44 | 72    |
| 96    | 35 a 39 | 80    |
| 76    | 30 a 34 | 88    |
| 60    | 25 a 29 | 44    |
| 29    | 20 a 24 | 48    |
| 68    | 15 a 19 | 40    |
| 73    | 10 a 14 | 76    |
| 84    | 5 a 9   | 56    |
| 48    | 0 a 4   | 40    |

## Economia
El 2007 la població en edat de treballar era de 1.279 persones, 1.055 eren actives i 224 eren inactives. De les 1.055 persones actives 1.017 estaven ocupades (558 homes i 459 dones) i 38 estaven aturades (20 homes i 18 dones). De les 224 persones inactives 58 estaven jubilades, 101 estaven estudiant i 65 estaven classificades com a «altres inactius».

### Ingressos
El 2009 a Arâches-la-Frasse hi havia 784 unitats fiscals que integraven 1.856 persones, la mediana anual d'ingressos fiscals per persona era de 21.620 €.

### Activitats econòmiques
Dels 554 establiments que hi havia el 2007, 1 era d'una empresa extractiva, 6 d'empreses alimentàries, 3 d'empreses de fabricació d'altres productes industrials, 35 d'empreses de construcció, 60 d'empreses de comerç i reparació d'automòbils, 9 d'empreses de transport, 115 d'empreses d'hostatgeria i restauració, 6 d'empreses d'informació i comunicació, 9 d'empreses financeres, 47 d'empreses immobiliàries, 32 d'empreses de serveis, 202 d'entitats de l'administració pública i 29 d'empreses classificades com a «altres activitats de serveis».
Dels 105 establiments de servei als particulars que hi havia el 2009, 1 era una oficina de correu, 4 oficines bancàries, 1 taller de reparació d'automòbils i de material agrícola, 2 paletes, 7 guixaires pintors, 10 fusteries, 7 lampisteries, 3 electricistes, 2 perruqueries, 49 restaurants, 17 agències immobiliàries i 2 tintoreries.
Dels 48 establiments comercials que hi havia el 2009, 1 era un hipermercat, 4 botigues de més de 120 m², 2 botiges de menys de 120 m², 4 fleques, 3 carnisseries, 2 llibreries, 4 botigues de roba, 3 botigues d'equipament de la llar i 25 botigues de material esportiu.
L'any 2000 a Arâches-la-Frasse hi havia 6 explotacions agrícoles.

## Equipaments sanitaris i escolars
El 2009 hi havia 2 farmàcies i 1 ambulància.
El 2009 hi havia 2 escoles elementals.

## Poblacions més properes
El següent diagrama mostra les poblacions més properes.